# Lissopsius flavus
Lissopsius flavus är en stekelart som beskrevs av Marsh 2002. Lissopsius flavus ingår i släktet Lissopsius och familjen bracksteklar. Inga underarter finns listade i Catalogue of Life.